# Zeeverkenners

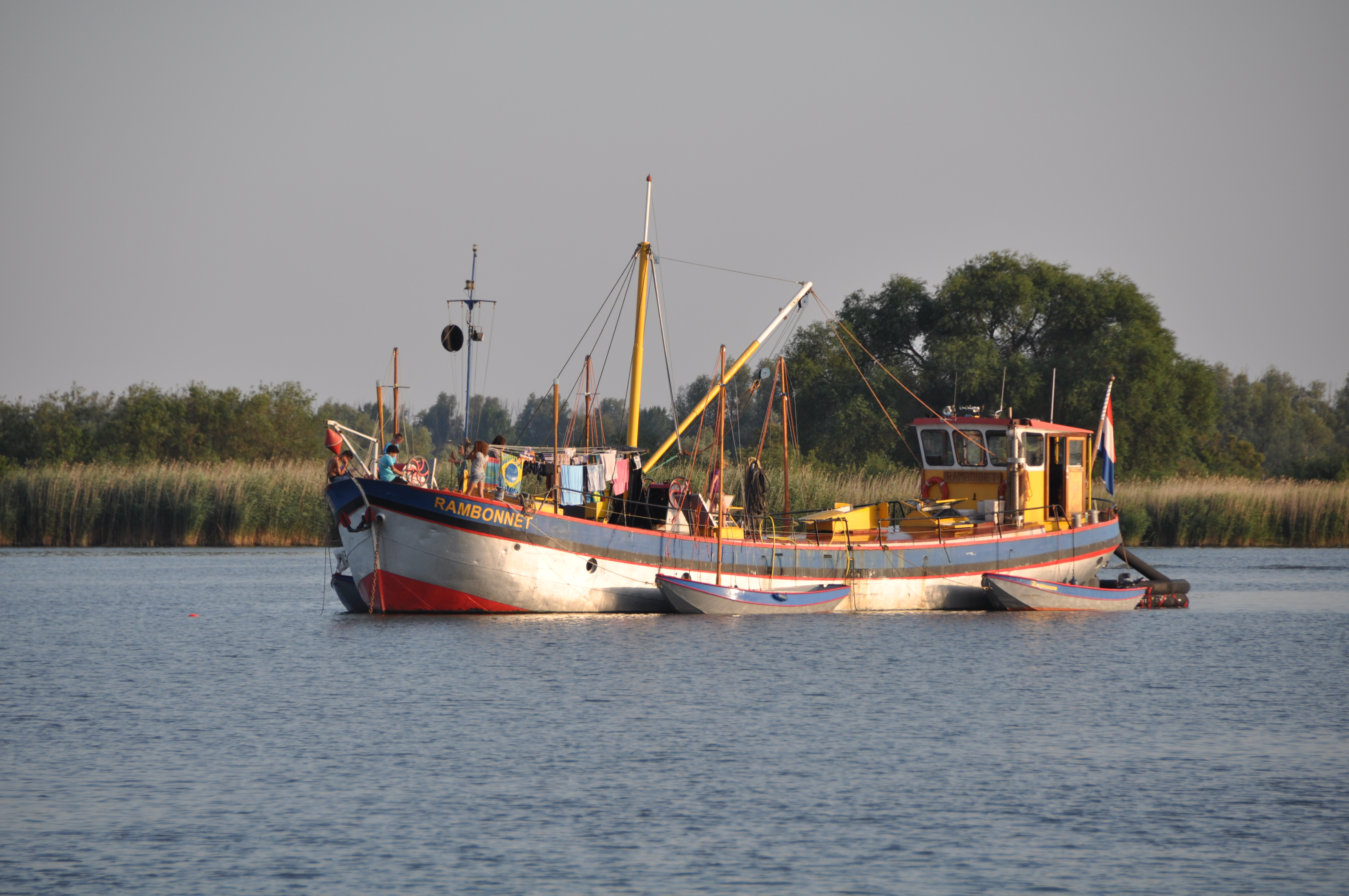
Wachtschip RAMBONNET met lelievletten langszij in de Brabantse Biesbosch.

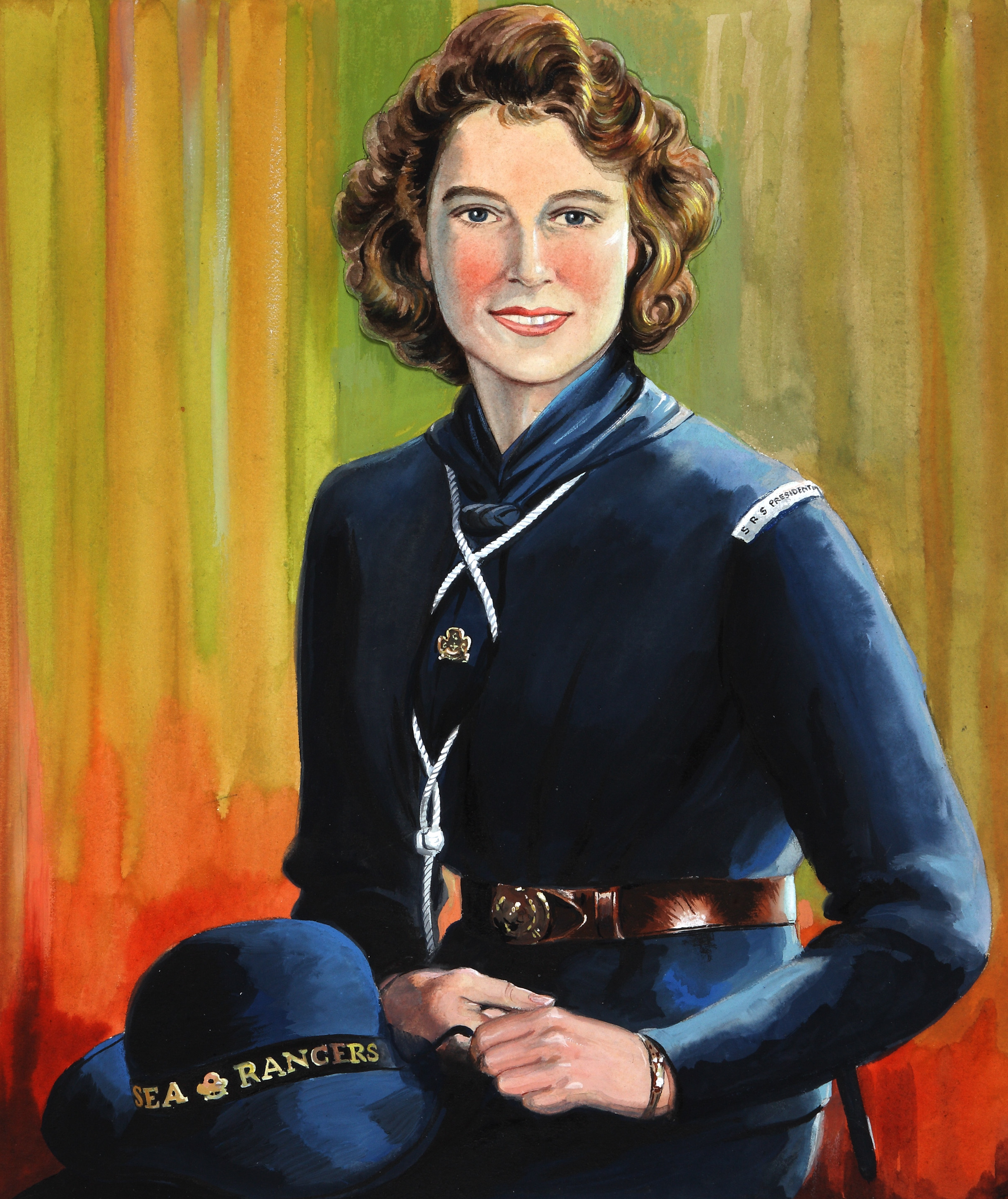
De Britse koningin Elizabeth II in het uniform van een zeeverkenner

Zeeverkenners (ook wel Waterscouts (in Nederland sinds 1970), seascouts (Groot Brittannië) of zeescouts (België)) is een specialisatie binnen scouting. De basis hiervoor is de speltak scouts waarbij de nadruk kan liggen op water. Zeeverkenners maken meestal deel uit van zelfstandige scoutinggroepen. Veel groepen hanteren nog de verouderde naam zeeverkenners. De Nederlandse overkoepelende vereniging Scouting Nederland gebruikt enkel de naam waterscouts.
Het zeeverkennerprogramma is hetzelfde als dat van alle andere scouts, maar de nadruk ligt bij het zeilen en aanverwante nautische technieken.
Vooral landen met een uitgebreide kust en een maritieme traditie zoals Groot-Brittannië, Finland, Frankrijk, Nederland, Polen, Zweden en de Verenigde Staten hebben een sterke speltak zeeverkenners. In landen zoals Duitsland daarentegen is de zeeverkenner niet erg bekend.
In Nederland vaart men over het algemeen in de speciaal voor waterscouting ontwikkelde lelievletten. Dit zijn stalen roei-, wrik- en zeilvletten. Een gemiddelde vlet weegt iets meer dan 600 kilogram en elke boot is handgemaakt. Het is mogelijk om deze vletten als bouwpakket of als gereed geheel te kopen. De lelievlet is een standaard zeilklasse en is gebaseerd op een beenhakkervlet met een 12m²-sloepentuig (fok en gaffelzeil).
In België wordt veelal met houten zeilsloepen gevaren, al worden ook lelievletten gebruikt. Sommige groepen (vooral Antwerpse) maken gebruik van gieken en longboats. Voor de jongere speltakken worden Optimisten gebruikt.
Er zijn verschillende regionale en nationale wedstrijden voor lelievletten. Zo zijn er onder andere de regionale kwalificaties voor het Nederlands Kampioenschap. Het Nederlands Kampioenschap vindt elk jaar plaats bij de Nationale Scoutingzeilschool te Harderwijk. Naast nationale wedstrijden zijn er ook andere grote wedstrijden. De Kaagcup Zeilwedstrijden op de Kagerplassen bij Leiden zijn bijvoorbeeld erg groot. Meer dan 300 lelievletten strijden dan om de eerste plek én de Kaagcup.
Het groepshuis, de locatie van waaruit de activiteiten worden georganiseerd, kan vast of varend zijn. In het laatste geval spreekt men van een wachtschip. Binnen Scouting Nederland zijn meer dan 50 wachtschepen langer dan 15 meter in gebruik.
Bekende zeeverkenners waren de Britse koningin Elizabeth II, haar zuster Margaret, de Nederlandse koningin Beatrix en haar zuster Irene.